# Shuvuuia
A Shuvuuia (jelentése 'madár', a mongol шувуу / suvuu szóból) a madárszerű theropoda dinoszauruszok egyik neme, amely a késő kréta korban élt Mongólia területén. A kis coelurosaurusok csoportjába, az Alvarezsauridae családba tartozik, melynek tagjai rövid, de erős, az ásásra specializálódott mellső lábakkal rendelkeztek. A típusfaj (az egyetlen ismert faj) a Shuvuuia deserti (jelentése 'sivatagi madár').

## Anatómia
A Shuvuuia kis termetű, könnyű felépítésű állat volt. 60 centiméteres hosszával a legkisebb ismert dinoszauruszok egyikének számít. A könnyű felépítésű koponyához hosszú, keskeny állcsontok és apró fogak tartoztak. A Shuvuuia a madarak közé nem tartozó theropodák között egyedinek számít amiatt, hogy a koponyája mozgatható, azaz a felső állcsont az agyüregtől függetlenül is képes elmozdulni.
A Shuvuuia hosszú és vékony hátsó lábai rövid lábujjakban végződtek, ami nagy sebességű futásra utal. A mellső lábak pedig, annak ellenére, hogy szokatlanul megrövidültek, erős felépítésűek voltak. Bár eredetileg úgy gondolták, hogy a Shuvuuia és a többi alvarezsaurida mellső lábán csak egyetlen lábujj volt, az újabb példányok megmutatták a korábban ismertté vált, jelentősen megnagyobbodott hüvelykujj melletti elcsökevényesedett második és harmadik ujjat. A Shuvuuia a többi alvarezsauridához hasonlóan feltehetően a mellső lábai segítségével nyitotta fel a rovarok fészkeit, ezután pedig keskeny és szokatlanul mozgékony állcsontjaival felkutatta a zsákmányt.
A Shuvuuia fosszíliái jelenleg a Djadochta-formáció két pontjáról, az Ukhaa Tolgod és a Tögrögiin Shiree lelőhelyről ismertek. Ezeket a területeket 75 millió évesnek (késő campaniai alkorszakbelinek) tartják. A Shuvuuia kortársai közé tartozott a Velociraptor és a Protoceratops.

### Tollak
A Shuvuuia volt a negyedik nem madarak közé tartozó nem, amely közvetlen bizonyítékkal szolgált a tollakra vonatkozóan. A típuspéldányt apró, üreges, csőszerű, a modern madarak tollszáraira emlékeztető struktúrák vették körül.
Bár a fosszília nagymértékben megrongálódott és rosszul őrződött meg, a későbbi biokémiai elemzés kimutatta, hogy ezek a struktúrák a béta-keratin fehérje bomlástermékeit tartalmazzák, továbbá, hogy még inkább jellemző rájuk az alfa-keratin hiánya. Míg a béta-keratin a hüllők és a madarak összes testtakaró (bőr és toll) sejtjében megtalálható, az alfa-keratin csak a madarak tollaiból hiányzik teljes mértékben. Ez a lelet rossz állapota ellenére megmutatta, hogy a Shuvuuia valószínűleg tolltakarót viselt.

## Popkulturális hatás
A Shuvuuia látható a Discovery Channel Dinoszauruszok bolygója című dokumentumfilm-sorozatának első részében, melyben egy Velociraptor által üldözött példány egy Oviraptor áldozatává válik.

## Fordítás
- Ez a szócikk részben vagy egészben a Shuvuuia című angol Wikipédia-szócikk ezen változatának fordításán alapul.  Az eredeti cikk szerkesztőit annak laptörténete sorolja fel. Ez a jelzés csupán a megfogalmazás eredetét és a szerzői jogokat jelzi, nem szolgál a cikkben szereplő információk forrásmegjelöléseként.